# Jaah

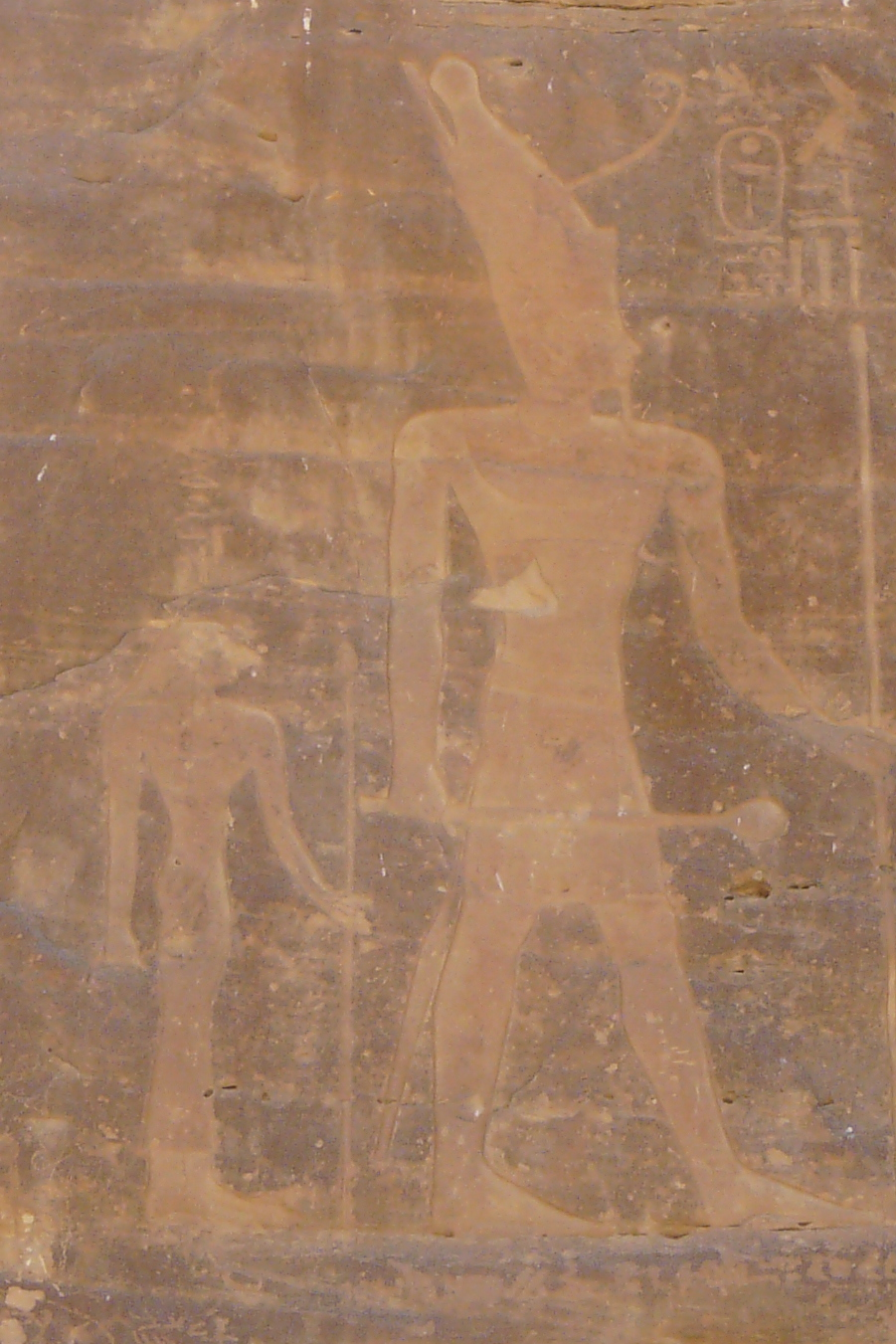
Jaah (links) und ihr Sohn Mentuhotep II.

Jaah, auch Jah oder Iah, war die Gemahlin von Antef III., eines altägyptischen Königs der 11. Dynastie, und die Mutter seines Nachfolgers Mentuhotep II.

## Hinweise
Es ist recht wenig von ihr bekannt. In einem Graffito im Wadi Schatt el-Rigal wird sie als Königsmutter bezeichnet. Dort ist sie hinter König Mentuhotep II. abgebildet, woraus man schlussfolgert, dass er ihr Sohn war.
Im Grab der Neferu (TT319) in Theben-West wird diese als älteste leibliche Königstochter und Königsgemahlin, geboren von Jaah, bezeichnet. Demnach hatte Jaah zwei Kinder: Neferu und Mentuhotep II. Aus diesen beiden inschriftlichen Nennungen schließt man, dass Mentuhotep II. mit seiner Schwester Neferu verheiratet war.
Begraben wurde Jaah wahrscheinlich in einem Schachtgrab innerhalb der Grabanlage von Antef III., dem Saff el-Baqar in at-Tarif, einer Teilnekropole des thebanischen Westufers.